# Faber oder die verlorenen Jahre

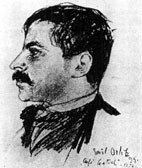
Jakob Wassermann * 1873 †1934

Faber oder die verlorenen Jahre ist ein Heimkehrerroman von Jakob Wassermann aus dem Jahr 1924. In jenem letzten Band des vierbändigen Wendekreises steht Deutschland nach dem Krieg vor einem Scherbenhaufen. Diese ernüchternde Wahrheit wird mit dem trostlosen Schicksal des verstörten und verstockten Heimkehrers Faber tiefschürfend exemplifiziert.

## Inhalt
Im Sommer 1919 kehrt der 30-jährige Architekt Eugen Faber aus russischer Kriegsgefangenschaft heim. Von den Ufern des oberen Amur war er landeinwärts über Peking und dann per Schiff über den Pazifik geflohen. In der Heimatstadt angekommen, sucht er weder seine Frau Martina Faber geborene Wiedmann noch seine Mutter Anna Faber auf. Auch die in der unbenannten Stadt lebende Schwester Clara Hergesell meidet er. Faber kommt bei Dr. Jakob Fleming – das ist sein alter Hauslehrer aus der Zeit um die Jahrhundertwende – unter. Die Waise Martina Wiedmann war von Eugens inzwischen verstorbenen Vater Dr. med. Faber zu Lebzeiten in die kinderreiche Familie aufgenommen worden. Eugens ältere Brüder sind tot. Karl war einem medizinischen Selbstexperiment erlegen und Roderich hatte sich erschossen. Letzterer hat Valentin, einen unehelichen Sohn, hinterlassen. Das Kind war von seiner Großmutter Anna Faber aufgezogen worden.
Der Baugesellschaft, in der Faber vor dem Kriege beschäftigt gewesen war, geht es wirtschaftlich nicht gut. Dort gibt es keine Arbeit für den Heimkehrer. Dr. Fleming geht zu Clara und teilt ihr die Ankunft des Bruders mit. Anna Faber kann es nicht fassen. Der Sohn versteckt sich bei fremden Leuten. Während der ersten Begegnung rechtfertigt sich der Sohn: „Gedulde dich, Mutter, man muß sich erst sammeln. Man muß erst sehen, wo man steht und ob man noch in eure Welt hineingehört.“ :S. 22, 3. Z.v.u. Es stellt sich heraus, Eugen ist entwurzelt. :S. 54, 18. Z.v.u. Mit seiner Frau Martina kommt er nicht mehr zurecht. :S. 61, 7. Z.v.u. bis S. 62, 4. Z.v.o. Martina geht inzwischen einen eigenen Weg. Zur Betreuung des inzwischen neunjährigen gemeinsamen Sohnes Christoph und auch als Wirtschafterin hat sie ihre zirka 26-jährige Freundin Fides  auf die Bitte der Fürstin ins Haus genommen. Die „ungemein anziehende“ Fides, verarmte Tochter eines ehemaligen norddeutschen Gutsbesitzers und hohen Offiziers, habe Schweres durchgemacht. Martina selbst ist zur rechten Hand der Fürstin avanciert. Die Fürstin, eine Verwandte Fides’ mütterlicherseits, steht der Kinderstadt vor, einer Herberge für hilflose Kinder und Jugendliche ganz in der Nähe von Fabers Heimatstadt.
Der erboste Faber macht die Fürstin für die in seine Ehe eingezogene Eiseskälte verantwortlich. Martina verordnet dem Gatten Ruhe. Seine Erwiderung: „Was soll mir Ruhe? Sechs Jahre liegen hinter mir wie ein schwarzes Brandloch. Kann ich sie jetzt nicht ausmerzen, werd ich sie nie mehr los. Ich muß sie los werden.“ :S. 47, 10. Z.v.o.
Als sich Martina – ohne Abschied vom Gatten zu nehmen – auf eine Dienstreise nach England begibt, kommen sich Faber und Fides – vom kleinen Christoph argwöhnisch beäugt – menschlich näher. Fides ist die Witwe des massakrierten und erschlagenen Privatgelehrten Heinrich Kapruner, des Verfassers der umstürzlerischen Schrift „Fron und Hörigkeit in Staat und Gesellschaft“. Darin hatte der Herr Verfasser die Kriegsbegeisterung der Deutschen dämpfen wollen; hatte von vornherein vor den schrecklichen Kriegsfolgen für Deutschland gewarnt.
Es erweist sich, Fides ist sämtlichen Fabers – einschließlich des angeheirateten Hermann Hergesell, eines resoluten Erfolgsmenschen von altem Schrot und Korn – haushoch überlegen. Als der 15-jährige Valentin seiner Tante Clara ein wertvolles, für einen festlichen Abend entliehenes Schmuckstück gestohlen hat, ist Fides die Einzige, die den Dieb zur Herausgabe der Beute zu überreden vermag.
Seine neue Arbeit als Gutachter auf dem städtischen Bauamt und als Bauplaner :S. 162, 5. Z.v.o. nimmt Faber überhaupt nicht ernst. „Apathisch und ziellos“ fällt er auf eine sektiererische Splittergruppierung der Marxisten :S. 147, 13. Z.v.o. herein. Diese „Ultraroten“ :S. 163, 11. Z.v.o. sind Gegner des Kinderhilfswerks der Schwester Benigna, wie  Fürstin genannt wird. Nachdem sich Faber mit seiner Unterschrift gegen die unermüdlich karitativ Tätige wendet, wird er bald zu der hochadeligen Dame gerufen. Der Leser wird von dem Ausgang des Dialogs überrascht. Faber, der über den ganzen Roman hinweg von Martina tief enttäuscht gewesen war, gesteht der Fürstin auf einmal ein, er könne ohne die Ehefrau nicht leben.
Eugen Faber will von Fides seine sechs „gestohlenen Jahre“ zurück. Als Martina aus England zurückkehrt, erkennt sie bald in ihrem Mann und der Freundin das neueste Liebespaar. Martina wünscht Eugen entsagungsvoll Glück mit der Frau seiner Wahl. Fides will das Haus verlassen. Es kommt anders. Eugen Faber quartiert sich neuerlich bei Dr. Fleming ein. Martina hat ihre Wohnung wieder ganz für sich und ist über diese erfreuliche Wendung entzückt: „‚Fides, wach auf! Weißt du es denn? Hast dus gehört? Er ist fort, der Liebste! der Aller-Allerliebste ist von mir fortgegangen ...‘ Und sie küßte Fides und lachte und schluchzte dabei... Fides sah sie mit schwerem Blick verwundert an und senkte das Haupt.“ :S. 47, 10. Z.v.o.

## Selbstzeugnis
Wassermann nennt den Roman „ein Buch für die edelsten unter den Frauen“ und spricht damit Martinas  uneigennützige Tätigkeit an.

## Form und Interpretation
Der allwissende Erzähler muss sich mitunter auf Einträge in Dr. Jakob Flemings Annalenheft stützen. Stellenweise übertreibt Wassermann maßlos. Neunzig Prozent der Menschen, denen Faber auf der Straße begegnet, seien Alkoholiker oder Syphilitiker. :S. 152, 5. Z.v.o. Manchmal scheint es, als wolle sich Wassermann im Pathos Goethe nähern. Die Fürstin sagt zu Faber: „Ich bin froh, daß ich Sie endlich sehe, Eugen Faber. Ich glaube, ich hätte Sie erkannt, auch wenn mir niemand Ihren Namen genannt hätte. Es ist viel von Martina in Ihrem Gesicht; und in Martinas Gesicht ist viel von Ihrem. Wußten Sie es nicht? Es ist so. Es gibt nicht nur eine Blutgeschwisterschaft; es gibt auch Wahlgeschwister.“ :S. 174, 8. Z.v.u.
Dieses Monument des Pessimismus gipfelt in dem Satz: „Es gibt kein Liebesglück.“ :S. 150, 9. Z.v.u. Dem Roman mangelt es nicht an psychologischem Tiefgang. Am einfachsten ist dieses Werk noch zu verstehen, wenn es als Geschichte der zwischen Faber und Fides aufkeimenden Liebe genommen wird. Der Text ist aber mehr. Er ist die Analyse einer Entwurzelung als unmittelbare Kriegsfolge.

### Erstausgabe
- Faber oder Die verlorenen Jahre. S. Fischer, Berlin 1924, Halbleinen, 264 Seiten

### Verwendete Ausgabe
- Faber oder Die verlorenen Jahre. Salzwasser Verlag, Paderborn 2011, ISBN 978-3-943185-51-5.

### Sekundärliteratur
- Margarita Pazi in: Gunter E. Grimm, Frank Rainer Max (Hrsg.): Deutsche Dichter. Leben und Werk deutschsprachiger Autoren. Band 7: Vom Beginn bis zur Mitte des 20. Jahrhunderts. Reclam, Stuttgart 1989, ISBN 3-15-008617-5.
- Rudolf Koester: Jakob Wassermann. Morgenbuch Verlag, Berlin 1996, ISBN 3-371-00384-1.

## Anmerkung
1. ↑  Sentimentalitäten wuchern hie und da. Faber küsst zum Beispiel seiner Madonna (Verwendete Ausgabe, S. 120, 17. Z.v.u.) Fides im nächtlichen Tête-à-tête die Hände. Fides bagatellisiert diese Annäherung: „...mit den Zähnen nagte er unablässig an der Unterlippe, zuletzt so heftig, daß er sie blutig biß. So saßen sie geraume Weile stumm nebeneinander. Plötzlich ergriff Faber, ehe sie sich dessen versehen konnte, Fides beide Hände und preßte seine Lippen erst auf die eine, dann auf die andere. Und auf jeder ihrer Hände blieb ein kleiner Blutflecken zurück. Die Bewegung war so jäh gewesen, der Ausdruck, den sein Gesicht dabei hatte, so ehrfürchtig-ernst, daß Fides sich nicht zu sträuben wagte; doch erblaßte sie merklich, zog die Hände erschrocken zurück und sagte: ‚Jetzt ists aber genug des Redens.‘ Damit erhob sie sich, nickte ihm zu und verließ schnell das Zimmer. Es war ein Viertel nach drei Uhr.“ (Verwendete Ausgabe, S. 115, 5. Z.v.o.).